# Multnomah
Els multnomah era una tribu chinook que vivia a l'àrea de l'actual ciutat de Portland, als Estats Units, a començaments del segle xix. Les viles multnomah són situades a tota la conca de Portland i a ambdós costats del riu Columbia. Els multnomah parlaven un dialecte de l'alt chinook.

## Història
Les tribus multnomah i clackamas vivien en una sèrie de pobles al llarg del riu, prop de la desembocadura del riu Willamette al Columbia (Willamette també va ser anomenat "Multnomah" a principis del segle xix). D'acord amb els arqueòlegs els pobles de la zona van ser la llar d'aproximadament 3.400 persones permanentment, i fins de 8.000 durant les estacions de pesca i collita de wappato (és una planta que creix com una patata o ceba i és aliment bàsic).
Una de les viles més grans, Cathlapotle es trobava a l'actual comtat de Clark (Washington) a la confluència del riu Lewis amb el Columbia i fou visitada per l'expedició de Lewis i Clark en 1805. Segons els seus diaris, Lewis i Clark hi trobaren 14 cases a la vila, la majoria d'elles de 4,3 m per 6,0 m però també de 12 m per 30 m). Estimaren la població d'aquelles viles en aproximadament 900 persones.
En 1830 una malaltia (es creu que potser va estar la malària) va devastar els llogarets multnomah. D'aquí a cinc anys Cathlapotle va ser abandonada i fou habitada breument pels cowlitz.

## Cultura
Les cases dels multnomah, com les dels altres pobles chinook, eren grans cases comunals fetes de planxes de cedre del Pacífic. La mida d'una casa depèn de la riquesa del propietari, les cases més grans tenien habitacions amb capacitat per a 100 persones. Dins de cada casa, una família particular tenia un cubicle a part separat per estores teixides que era aproximadament de la mida d'un estable en un graner modern. Cada família tenia el seu propi foc, les famílies també compartien un foc central comú a la llar.
La dieta multnomah incloïa salmó, anguila, esturió, cérvol, aus aquàtiques i especialment wapato.